# Portland Pirates
Portland Pirates var ett ishockeylag i AHL mellan 1993 och 2016, baserat i Portland i Maine, USA.
Klubben har varit farmarlag till Washington Capitals, Anaheim Ducks, Buffalo Sabres och Arizona Coyotes innan den såldes och flyttade till Springfield, Massachusetts och blev Springfield Thunderbirds.
Bland spelare som har spelat i Portland Pirates finns bland annat Olaf Kölzig, Byron Dafoe, Steve Poapst och Andrew Brunette. Alla fyra, plus nuvarande Nashville Predators-coachen Barry Trotz, som coachade Portland säsongerna 1993-1997 är invalda i Portland Pirates Hall of Fame.